# حصن صحار
 حــصن صحار  المعروف (بقصبة صحار)، يقع في منطقة الباطنة بسلطنة عمان.
وتشير الروايات إلى أنه شيد في القرن السابع الهجري / الثالث عشر الميلادي أو في بداية القرن الثامن الهجري / الرابع عشر الميلادي، وموقعه في الطرف الجنوبي لمدينة صحار ، وذلك على موقع آثار البيوت القديمة، وليس على آثار حصون قديمة، وقد إنشأ الحصن أمراء هرمز.